# Маркантонио Тревизан
Маркантонио Тревизан/Тривизано (на италиански: Marcantonio Trevisan или Marcantonio Trivisano) е 80–ти венециански дож от 1553 до смъртта си през 1554 г.
Той е син на Доменико Тревизан. Става известен с религиозния си фанатизъм. Вероятно това е причината и да остане неженен както се е обсъждало сред съвременниците му, за да не влиза в грях. Заема различни държавни длъжности и прави впечатление със своята честност, неподкупност, благочестивост и морал.
На 4 юни 1553 г. на 78-годишна възраст е избран за дож, макар и против волята му. Едни от съвременниците му смятат, че се е опитвал да реформира религиозния живот и да изкорени лошите практики в съдебната система. Други са на мнение, че прекалено много се е опитвал да ограничи или забрани развлеченията и празненствата за сметка на строгото спазване на религиозните обреди и четенето на свещените книги. Ограниченията, които се стремил да налага, не се харесвали особено на жителите на Венеция.
Умира на 31 май 1554 г.